# Groslay
Groslay és un municipi francès, situat al departament de Val-d'Oise i a la regió de Illa de França. L'any 2007 tenia 8.075 habitants.
Forma part del cantó de Deuil-la-Barre, del districte de Sarcelles i de la Comunitat d'aglomeració Plaine Vallée.

## Demografia

### Població
El 2007 la població de fet de Groslay era de 8.075 persones. Hi havia 2.885 famílies, de les quals 728 eren unipersonals (339 homes vivint sols i 389 dones vivint soles), 682 parelles sense fills, 1.216 parelles amb fills i 259 famílies monoparentals amb fills.
La població ha evolucionat segons el següent gràfic:
Habitants censats

### Habitatges
El 2007 hi havia 3.118 habitatges, 2.961 eren l'habitatge principal de la família, 26 eren segones residències i 130 estaven desocupats. 1.748 eren cases i 1.296 eren apartaments. Dels 2.961 habitatges principals, 1.998 estaven ocupats pels seus propietaris, 883 estaven llogats i ocupats pels llogaters i 80 estaven cedits a títol gratuït; 139 tenien una cambra, 368 en tenien dues, 728 en tenien tres, 709 en tenien quatre i 1.017 en tenien cinc o més. 2.147 habitatges disposaven pel capbaix d'una plaça de pàrquing. A 1.532 habitatges hi havia un automòbil i a 1.039 n'hi havia dos o més.

### Piràmide de població
La piràmide de població per edats i sexe el 2009 era:
| Homes | Edats   | Dones |
| ----- | ------- | ----- |
| 4     | 95 o +  | 28    |
| 12    | 90 a 94 | 36    |
| 20    | 85 a 89 | 52    |
| 28    | 80 a 84 | 60    |
| 64    | 75 a 79 | 100   |
| 144   | 70 a 74 | 136   |
| 104   | 65 a 69 | 136   |
| 144   | 60 a 64 | 116   |
| 160   | 55 a 59 | 132   |
| 212   | 50 a 54 | 268   |
| 320   | 45 a 49 | 272   |
| 240   | 40 a 44 | 332   |
| 316   | 35 a 39 | 324   |
| 248   | 30 a 34 | 340   |
| 256   | 25 a 29 | 220   |
| 184   | 20 a 24 | 232   |
| 224   | 15 a 19 | 240   |
| 288   | 10 a 14 | 264   |
| 280   | 5 a 9   | 284   |
| 300   | 0 a 4   | 244   |

## Economia
El 2007 la població en edat de treballar era de 5.353 persones, 4.079 eren actives i 1.274 eren inactives. De les 4.079 persones actives 3.676 estaven ocupades (1.892 homes i 1.784 dones) i 403 estaven aturades (213 homes i 190 dones). De les 1.274 persones inactives 295 estaven jubilades, 584 estaven estudiant i 395 estaven classificades com a «altres inactius».

### Ingressos
El 2009 a Groslay hi havia 2.946 unitats fiscals que integraven 7.934,5 persones, la mediana anual d'ingressos fiscals per persona era de 23.295 €.

### Activitats econòmiques
Dels 336 establiments que hi havia el 2007, 3 eren d'empreses alimentàries, 2 d'empreses de fabricació de material elèctric, 11 d'empreses de fabricació d'altres productes industrials, 57 d'empreses de construcció, 94 d'empreses de comerç i reparació d'automòbils, 19 d'empreses de transport, 10 d'empreses d'hostatgeria i restauració, 8 d'empreses d'informació i comunicació, 14 d'empreses financeres, 18 d'empreses immobiliàries, 47 d'empreses de serveis, 41 d'entitats de l'administració pública i 12 d'empreses classificades com a «altres activitats de serveis».
Dels 89 establiments de servei als particulars que hi havia el 2009, 1 era una oficina de correu, 2 oficines bancàries, 13 tallers de reparació d'automòbils i de material agrícola, 9 paletes, 10 guixaires pintors, 8 fusteries, 13 lampisteries, 6 electricistes, 7 empreses de construcció, 5 perruqueries, 1 veterinari, 6 restaurants, 5 agències immobiliàries, 2 tintoreries i 1 saló de bellesa.
Dels 21 establiments comercials que hi havia el 2009, 5 eren botiges de menys de 120 m², 3 fleques, 2 carnisseries, 2 llibreries, 1 una sabateria, 3 botigues de material esportiu i 5 floristeries.
L'any 2000 a Groslay hi havia 15 explotacions agrícoles que ocupaven un total de 143 hectàrees.

## Equipaments sanitaris i escolars
El 2009 hi havia dues farmàcies i una ambulància. El 2009 hi havia dues escoles maternals i dues escoles elementals.

## Poblacions properes
El següent diagrama mostra les poblacions més properes.